# Salzscheffel
Der Salzscheffel war ein Volumenmaß in Preußen und hatte oft den Vorsatz „Berliner“. Der Geltungsbereich war Geldern.
- 1 Salzscheffel = 2749 ½ Pariser Kubikzoll = 54,54 Liter

Salzschiffe mit drei Mann Besatzung auf dem Weg nach Ebersburg oder Mautern durften unterwegs keinen Handel mit der Ware Salz betreiben. Als Steuern auf dem Weg dorthin zum Salzmarkt war ein Salzscheffel fällig.